# Наджиго
Наджиго (адыг. Нэджыгу, Ныджыкъо) — аул в Лазаревском районе муниципального образования город-курорт Сочи Краснодарского края. Входит в состав Лыготхского сельского округа.

## География

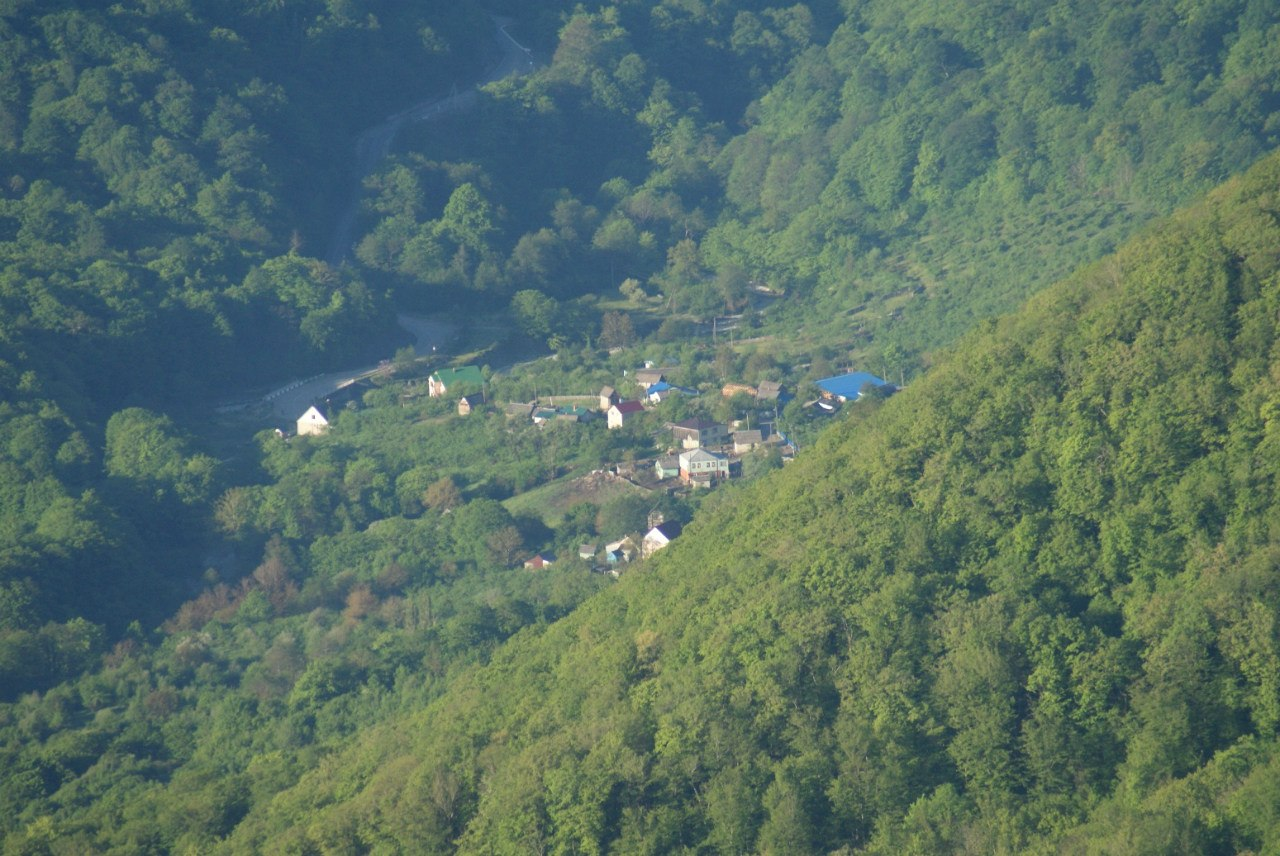
Вид на аул сверху

Аул расположен в северной окраине Лазаревского района Большого Сочи, на правом берегу реки Макопсе, в 14 км от устья реки. Находится в 25 км к северу от посёлка Лазаревское, в 93 км к северо-западу от Центрального Сочи и в 214 км к югу от города Краснодар (по дороге).
Граничит с землями населённых пунктов: Макопсе на юго-западе и Большое Псеушхо на северо-востоке. От посёлка Макопсе до аула ведёт автодорога — 03К-455. Из аула выходят две просёлочные дороги. Первая ведёт в аул Большое Псеушхо, другая дорога ведёт к каньону реки Макопсе.
Аул расположен в горной зоне причерноморского побережья. Рельеф местности в основном гористый, склоны хребтов и гор покрыты густым смешанным субтропическим лесом. Средние высоты на территории аула составляют 527 метров над уровнем моря. В верховьях реки Макопсе, над аулом возвышается хребет Пеус с вершиной Большое Псеушхо (1100 м).
На территории населённого пункта развиты серо-лесные почвы с плодородным горным чернозёмом, благодаря которому в ауле хорошо произрастают различные субтропические культуры. К югу от аула расположено крупное урочище — Бабарлю.
Гидрографическая сеть представлена бассейном реки Макопсе. К югу от аула в него справа впадает река Кумиштепе, ещё дальше в него слева впадает крупнейший приток Макопсе — Джималта. На Макопсе и её притоках расположены несколько водопадов и порогов различной величины. Также имеются сероводородные источники.
Климат в ауле влажный субтропический. Среднегодовая температура воздуха составляет около +13,2°С, со средними температурами июля около +23,7°С, и средними температурами января около +5,7°С. Среднегодовое количество осадков составляет около 1350 мм. Основная часть осадков выпадает в зимний период.

## Этимология
Наджиго в переводе с адыгейского языка означает — [глаза старого сердца], где нэ — [глаза] жи- [старого, старое], и гу- [ сердца].

## История
До 1864 года от места впадения Хамыштепе (Кумиштепе) в реку Макопсе, вплоть до её истоков располагался шапсугский аул, носивший названий Нажыгу или Нажыгучей.
После завершения Кавказской войны, практически всё уцелевшее население аула, как и большинство других адыгов было выселено в Османскую империю. Несколько семьей из аула было переселено на Кубань в аул Хаджимукохабль (ныне станица Дондуковская).
К концу 1870-х годов, семьи переселённые в аул Хаджимукохабль, получили разрешение вернуться в родные края и были приселены к уже существовавшему аулу Псеушхо.
По этнографическим данным, в 1881 году часть из них перебралась на место бывшего аула, в долину реки Макопсе. Выше на одном из левых притоков реки находился заброшенный аул Малое Наджиго (адыг. Нэджыгужъый), которую возвратившиеся жители использовали для своих хозяйственных нужд.
Однако, вновь образованный аул Наджиго был включен в перечень населенных пунктов Черноморского округа, лишь в 1895 году, где он числился как отсёлок аула Большое Псеушхо.
В 1900 году в ауле Наджиго проживало 73 человека. В 1905 году в ауле числилось 12 дворов с общей численностью населения в 79 человек.
До 1917 года аул относился к Псеушховскому сельскому обществу Туапсинского округа Черноморской губернии. С 1920 по 1924 года аул находился в составе Вельяминовской волости Туапсинского района Черноморского округа Северо-Кавказского края.
В 1924 году аул Наджиго включён в состав Шапсугского национального района, сначала в составе Псеушховского сельсовета.
В 1945 году с реорганизацией Шапсугского района, аул включён в состав образованного на его месте Лазаревского района.
10 февраля 1961 года, в связи с включением Лазаревского района в состав города Сочи, аул Наджиго был возвращён в состав Туапсинского района.
По ревизии от 12 января 1965 года, аул Наджиго передан в состав Красноалександровского сельсовета Лазаревского района города Сочи.

## Население
| 2002 | 2010 |
| ---- | ---- |
| 158  | ↘141 |

Национальный состав
По данным Всероссийской переписи населения 2010 года:
| Народ   | Численность, чел. | Доля от всего населения, % |
| ------- | ----------------- | -------------------------- |
| адыги   | 121               | 85,8 %                     |
| русские | 11                | 7,8 %                      |
| другие  | 9                 | 6,4 %                      |
| всего   | 141               | 100 %                      |

По данным Всероссийской переписи населения 2021 года:
| Народ             | Численность, чел. | Доля от всего населения, % |
| ----------------- | ----------------- | -------------------------- |
| Адыги (Черкесы)   | 103               | 76,30 %                    |
| русские           | 20                | 14,81 %                    |
| другие/не указано | 12                | 8,89 %                     |
| всего             | 135               | 100,0 %                    |

## Инфраструктура

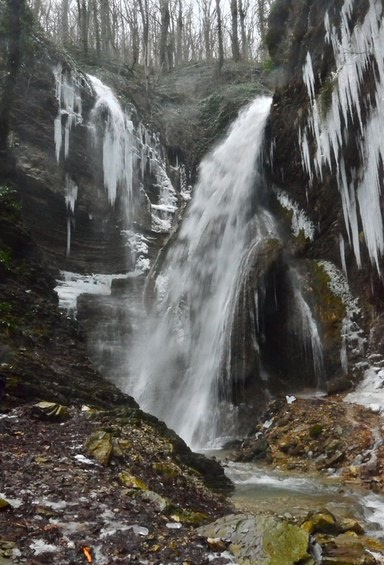
Водопад «35 метра» зимой

Из объектов социальной инфраструктуры в ауле имеются дом культуры и фельдшерский пункт. Ранее в ауле имелась школа, однако ныне отсутствуют школа и детский сад. Ближайшие начальная и средняя образовательные учреждения расположены в посёлке Макопсе.

## Достопримечательности
- Водопады на реках Кумиштепе и Гумиштепе.
- Водопады и каньон реки Макопсе
- Сероводородные источники
- Остатки древних дольмены и средневековых курганов
- Адыгский этнографический музей
- Памятник не вернувшимся с войны жителям аула

## Экономика
Как и в других населённых пунктах горной зоны Причерноморья, основную роль в экономике аула играет садоводство. В частности в окрестностях аула имеются несколько садоводческих некоммерческих хозяйств. В горах сохранились заброшенные и заросшие со времён Кавказской войны — Старые Черкесские Сады. Важную роль также играет пчеловодство и разведение крупного и мелкого рогатого скота.
В сфере туризма развиты в основном туристические маршруты ведущие к водопадам в верховьях реки Макопсе и его притоков. Также популярен пеший туристический маршрут из аула Наджиго в аул Малое Псеушхо через водораздельный хребет Пеус. Развивается экскурсионно-познавательный туризм.

## Ислам
До установления советской власти в ауле имелась деревянная мечеть. В начале 1930 года с началом атеистической политики в СССР, мечеть была переделана в школу. Ныне на этом месте ничего не осталось.
В середине 1930-х годов духовно образованные жители аула продолжавших открыто придерживаться Ислама, были осуждены и арестованы. В частности один эфендий аула был арестован за перевод арабских молитв и текстов на адыгейский язык. Другой был арестован за организацию коллективной молитвы во время джума-намаза.

## Улицы
| Зыхы |

| Тхытам |

| Шапсугская |

## Галерея

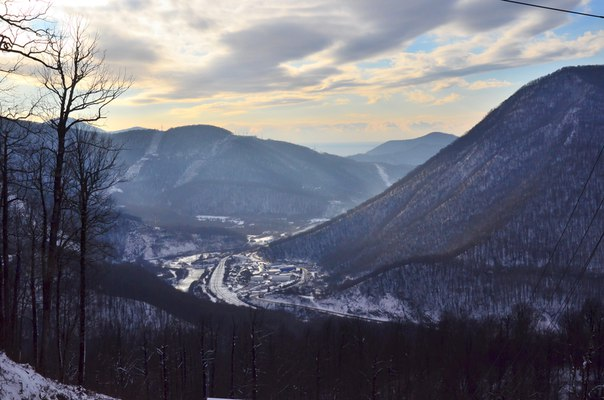
Вид на аул зимой
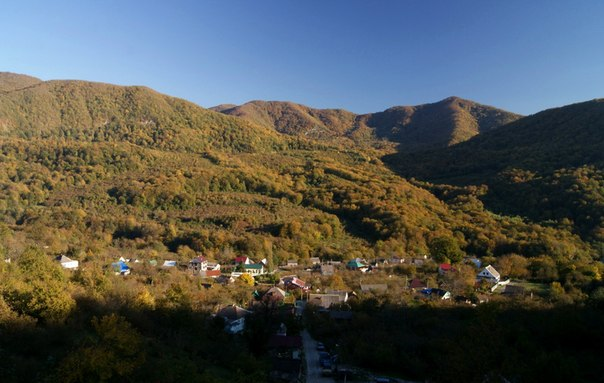
Вид на осенний Наджиго
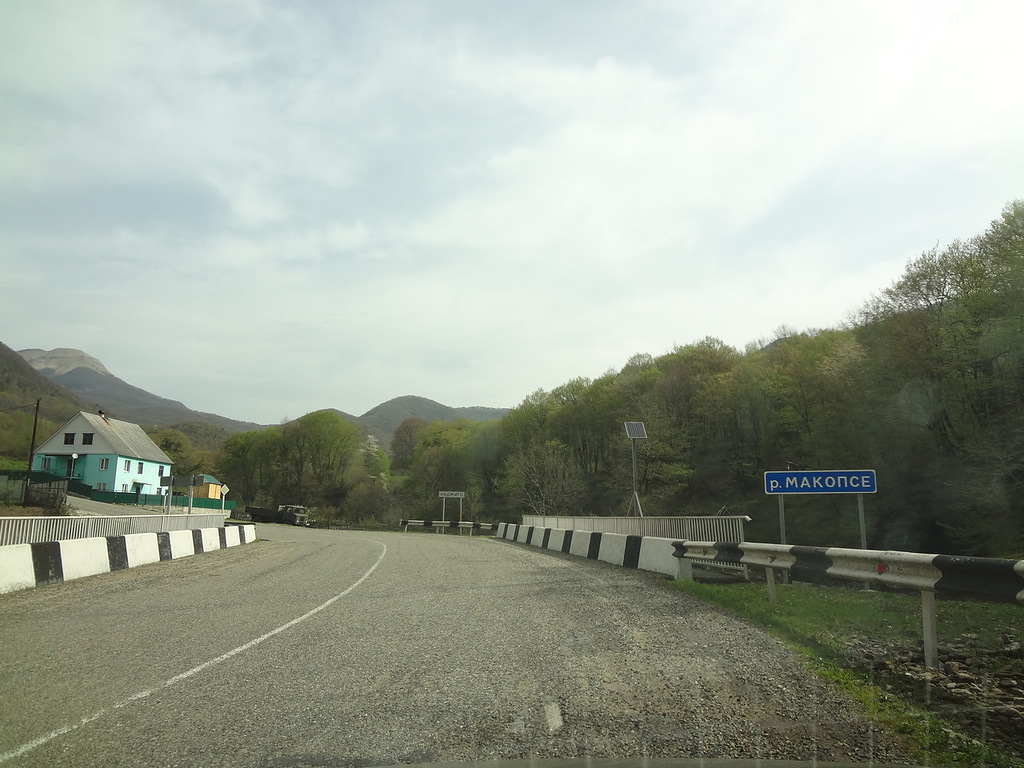
Вид на аул при въезде